# Kyle Soller
Kyle Soller est un acteur américain, né le 1er juillet 1983 à Bridgeport (Connecticut).

## Biographie

### Jeunesse et formations
Kyle Soller naît le 1er juillet 1983 à Bridgeport, dans le Connecticut, et grandit à Alexandria (Virginie). Diplômé du lycée de Mount Vernon (en) (Virginie), il fréquente le Collège de William et Mary à Williamsburg (Virginie), d'où il sort avec une majeure en histoire de l'art. Entre-temps, la troisième année scolaire, il étudie à la Royal Academy of Dramatic Art (RADA) durant un semestre à Londres (Angleterre) et y est vite admis dans cette académie. Il quitte alors le Collège de William et Mary pour aménager à Londres dans le but de finir ses études à la Royal Academy of Dramatic Art : il sort diplômé en 2008, avec en poche un diplôme Bachelor of Arts.

### Carrière

#### Théâtre
Kyle Soller commence sa carrière au théâtre Finborough à Londres (Angleterre), il interprète le rôle d'Owen Webster dans la pièce The Beautiful People de William Saroyan. En 2011, il obtient le prix du meilleur comédien débutant à la cérémonie d'Evening Standard Theatre Awards pour ses différents rôles dans les pièces The Faith Machine d'Alexi Kaye Campbell, La Ménagerie de verre (The Glass Menagerie) de Tennessee Williams et Le Revizor (Ревизор) de Nicolas Gogol.
En 2019, il obtient le prix de Laurence Olivier du meilleur acteur pour sa performance dans la pièce The Inheritance de Matthew López, au théâtre Young Vic à Londres.

#### Cinéma
En 2012, Kyle Soller apparaît dans le film historique Anna Karénine (Anna Karenina) de Joe Wright, où il tient le rôle de Korsunsky. En 2014, il participe au film de guerre Fury de David Ayer et, en 2017, au film d'horreur Le Secret des Marrowbone (El secreto de Marrowbone) de Sergio G. Sánchez.

#### Télévision
En 2013, Kyle Soller fait une apparition en tant que nouveau professeur Kevin Schwimer dans un épisode de la série britannique Bad Education, diffusée sur BBC Three. Entre 2015 et 2018, il incarne Francis, le cousin de Ross Poldark, dans la série Poldark sur BBC One.
En avril 2020, avec  Stellan Skarsgård, Genevieve O'Reilly et Denise Gough, il rejoint Diego Luna et Alan Tudyk pour la série de science-fiction Andor, faisant partie de l’univers Star Wars, diffusée en 2022 sur Disney+. En juillet 2022, il apparait avec Shira Haas, Stephen Graham, Jacob Fortune-Lloyd et Amaka Okafor dans la série policière de science-fiction Bodies (2023) pour Netflix, où il incarne l'inspecteur Alfred Hillinghead au XIXe.

### Vie privée
Kyle Soller s'est marié à l'actrice Phoebe Fox, rencontrée à la Royal Academy of Dramatic Art (RADA).

## Filmographie

### Cinéma

#### Longs métrages
- 2012 : Anna Karénine (Anna Karenina) de Joe Wright : Korsunsky
- 2013 : Le Cinquième Pouvoir (The Fifth Estate) de Bill Condon : le jeune membre de l'équipage
- 2014 : Dans le silence de l'Ouest (The Keeping Room) de Daniel Barber : Henry
- 2014 : Monsters: Dark Continent de Tom Green : Karl Inkelaar
- 2014 : Fury de David Ayer : le premier médecin
- 2017 : Le Secret des Marrowbone (El secreto de Marrowbone) de Sergio G. Sánchez : Tom Porter
- 2018 : Titan (The Titan) de Lennart Ruff : Dr Elliot Blake

### Courts métrages
- 2014 : Off the Page: Britain Isn't Eating de Carrie Cracknell : Neil
- 2014 : A Moment to Move de Georgia Parris : Tom

### Télévision

#### Téléfilms
- 2015 : Un inspecteur vous demande (An Inspector Calls) d'Aisling Walsh : Gerald Croft
- 2019 : Brexit (Brexit: The Uncivil War) de Toby Haynes : Zack Massingham

#### Séries télévisées
- 2013 : Bad Education : Kevin Schwimer (saison 2, épisode 2 : The American)
- 2015 : American Odyssey : Rich Alexander (saison 1, épisode 5 : Beat Feet)
- 2015 : You, Me and the Apocalypse : Scotty McNeil (mini-série, 9 épisodes)
- 2015–2018 : Poldark : Francis Poldark (14 épisodes)
- 2016 : Affaires non classées (Silent Witness) : Marcus Chadwell (2 épisodes)
- 2016 : The Hollow Crown : Clifford (saison 2, épisode 2 : Henry VI - Part 2)
- 2017 : Bounty Hunters : Misha (saison 1, épisode 3)
- 2022-2025 : Andor : Syril Karn (17 épisodes)
- 2023 : Bodies : Alfred Hillinghead (8 épisodes)

## Voxographie

### Séries d'animation
- 2016–2017 : Carrément chat (Counterfeit Cat) : le Kid et d'autres personnages (14 épisodes)
- 2019–2020 : 101, rue des Dalmatiens : Dante (10 épisodes)

### Série télévisée
- 2010 : Goldfinger : Doctor (pilote)

### Jeux vidéo
- 2013 : Company of Heroes 2 : une des armées du front occidental (DLC) ; une des attaques d'Ardennes (DLC)
- 2014 : Kinect Sports Rivals : Max
- 2014 : Alien: Isolation
- 2015 : Dragon Quest Heroes : Le Crépuscule de l’Arbre du Monde : Tommy
- 2016 : Dragon Quest Heroes II : Tommy
- 2022 : Horizon Forbidden West
- 2023 : Dead Island 2 : Burt